# Noche de Agonía
La Noche de la Agonía fue un episodio de la historia de Brasil, ocurrido en la madrugada del 12 de noviembre de 1823, durante la Asamblea Constituyente de Río de Janeiro, encargada de redactar la primera constitución del país recién independizado. El monarca Pedro I ordenó al ejército invadir el pleno de la Asamblea Constituyente, el cual no opuso resistencia y ni impidió su disolución. Varios diputados fueron detenidos y deportados, incluyendo los hermanos Andradas, José Bonifácio (el Patriarca de la Independencia), Martim Francisco e Antônio Carlos.
En un documento firmado por el Emperador y sus consejeros el 13 de noviembre de 1823, además de la expatriación de los antiguos diputados, se adoptaron otras medidas represivas, incluyendo la vigilancia policial secreta de los lugares de reunión y la detención de toda persona que participara en debates públicos.
Disuelta la Asamblea Constituyente, Pedro I reunió a diez ciudadanos de su entera confianza que, a puerta cerrada, redactaron la primera constitución de Brasil, otorgada el 25 de marzo de 1824, que acabó fortaleciendo el poder moderador.